# Archivo de escritores platenses

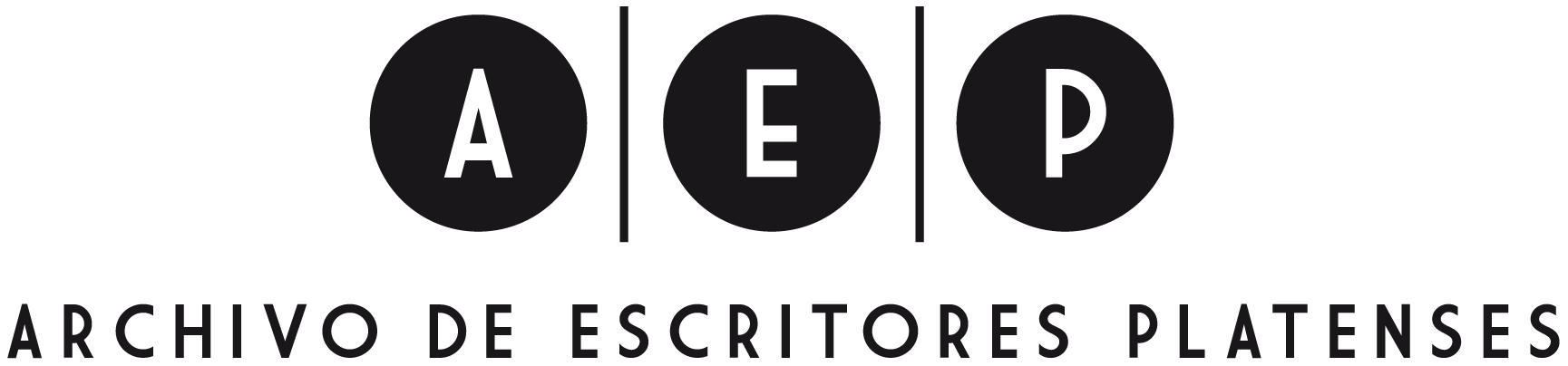

El Archivo de escritores platenses es un repositorio digital que tiene por objeto conservar y dar visibilidad a distintos tipos de documentos inéditos de valor literario significativo para las letras argentinas, correspondientes a los archivos personales de escritores vinculados al ambiente cultural de la ciudad de La Plata.
Este archivo es de acceso abierto y ofrece, a través de su página web, una muestra permanente de imágenes digitales de los papeles de trabajo de los escritores, de sus textos en proceso de creación, de sus libros anotados, de cartas enviadas y recibidas, notas, apuntes, citas extraídas de sus lecturas, entre otros documentos que habilitan la entrada sus universos creativos particulares.
La página web del Archivo de escritores platenses se encuentra integrada al sitio de internet del Complejo Bibliotecario Municipal Francisco López Merino Archivado el 30 de abril de 2015 en Wayback Machine. de la ciudad de La Plata.
Este proyecto fue ideado por María Paula Salerno y auspiciado, en sus inicios, por la Comisión de Investigaciones Científicas de la Provincia de Buenos Aires (periodo 2012-2013). En 2016, gracias al apoyo del Fondo Nacional de las Artes, se integraron al equipo de trabajo Giselle Carolina Rodas y Alejandra Aracri.
Entre los escritores del Archivo de escritores platenses se encuentran Francisco López Merino, Ana Emilia Lahitte, Aurora Venturini, Mario Porro, Roberto G. Abrodos, César Cantoni, Julio César Avanza, Horacio Preler, Estela Calvo, Sandra Cornejo, Justo María Aguilar, Guillermo Eduardo Pilía, Mario Goloboff, Enrique Gonino, Horacio Ponce de León, Carlos Aprea, José María Pallaoro, Horacio Castillo, Silvia Montenegro, María Laura Fernández Berro.